# Interstate H-1
Az Interstate H-1 Hawaii államban található Oahu szigetén, ez a legforgalmasabb autópálya az államban. A Hawaii-szigeteki autópályák számozása eltér a kontinenséhez képest, a H-1 jel egyese azt jelenti, hogy az államban ez épült először. A H-1 a Route 93 autóút folytatásában (vagy bővítésére) épült, kiindulópontja a Route 93 és a Route 95 kereszteződése Kapolei városánál. A végpontja pedig a Route 73 kezdeténél van, Honolulu Kāhala városrészénél.

## Fontosabb kijáratok
- Kapolei
- Interstate H-2
- Pearl City
- Interstate H-3
- Daniel K. Inouye nemzetközi repülőtér

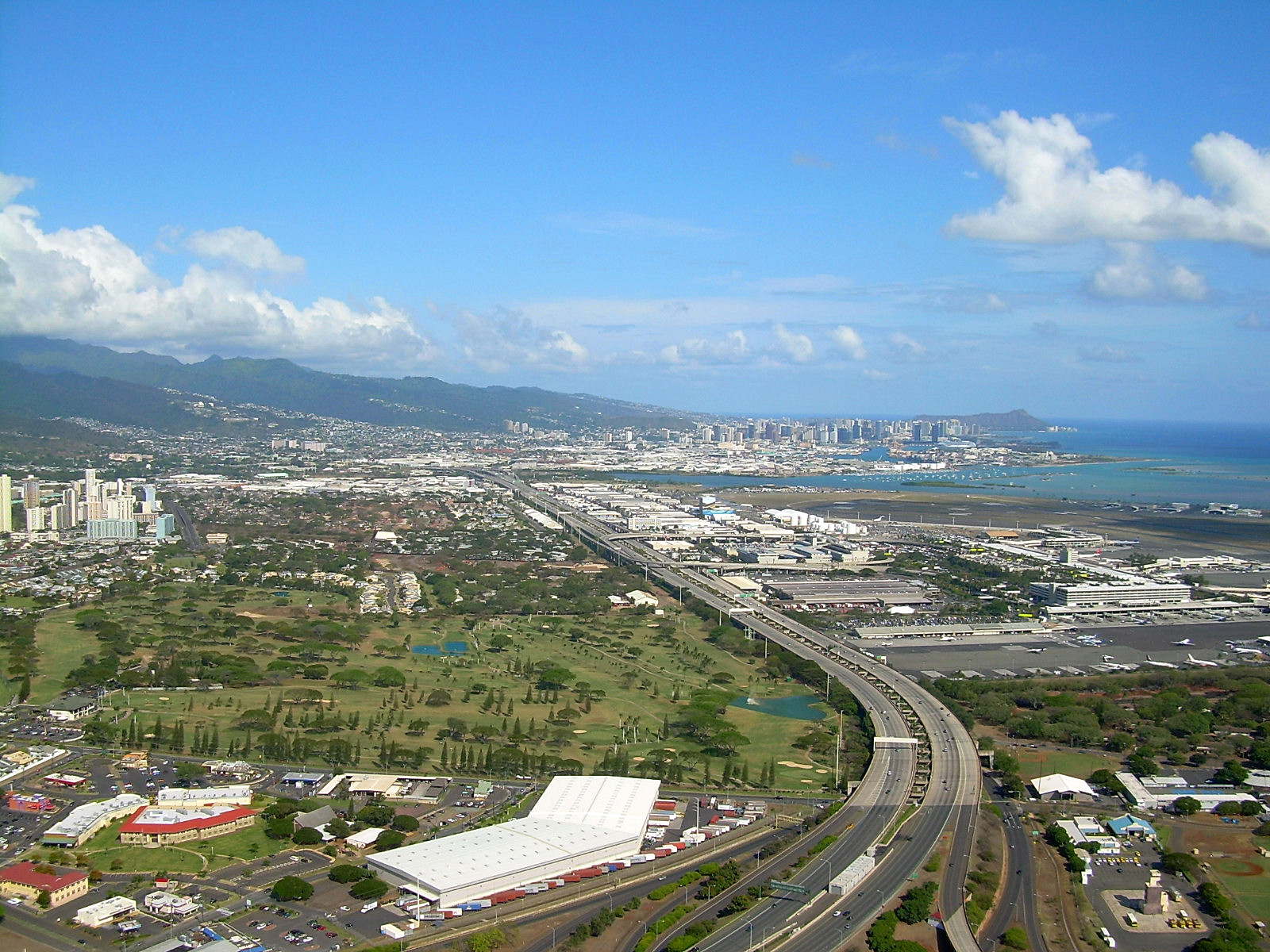
Légifelvétel a H-1 autópályáról a Daniel K. Inouye nemzetközi repülőtér irányából Honolulu belvárosa felé

- Honolulu

## Fordítás
- Ez a szócikk részben vagy egészben  az   Interstate H-1 című angol Wikipédia-szócikk fordításán alapul.  Az eredeti cikk szerkesztőit annak laptörténete sorolja fel. Ez a jelzés csupán a megfogalmazás eredetét és a szerzői jogokat jelzi, nem szolgál a cikkben szereplő információk forrásmegjelöléseként.